# Віють вітри
«Віють вітри, віють буйні» — українська народна пісня. Авторство пісні приписують напівлегендарній піснярці з Полтави Марусі Чурай. У минулому авторство також приписувалося Івану Котляревському.

## Історія написання
На думку дослідників, пісню «Віють вітри, віють буйні» Маруся Чурай написала тоді, коли чекала на повернення коханого з війни і, не маючи жодної вістки від нього, намагалася знайти заспокоєння в молитві, тому й вирушила на прощу до Києво-Печерської лаври. Мабуть, тут, у далекому чужому місті, від почуття самотності і народжується згадана пісня.

## Зміст
Пісня «Віють вітри, віють буйні» передає почуття самотньої дівчини, яка порівнює себе з билинкою в полі, що росте на піску — без роси й на сонці. Дівчина страждає від розлуки з коханим «милим-чорнобривим». Для неї існування без коханого — це «люте горе».

## Художні засоби
Твір наповнений глибоким ліризмом, адже побудований на принципі поетичного паралелізму — зіставлення двох явищ шляхом паралельного зображення: «дерева гнуться» — «сльози не ллються». Фінал емоційно підсилюють риторичні звертання й оклики: «Де ти, милий, чорнобривий? Де ти? Озовися!». Використовуються порівняння та епітети, що робить пісню дуже мелодійною.

## Цікаві факти
- Іван Котляревський використав цю пісню як вступну арію Наталки Полтавки в однойменній опері.
- Сюжет цієї пісні покладено в основу близько десяти повістей, романів, кількох драм і поем, серед яких п'єси Л. Боровиковського «Чарівниця» і М. Старицького «Ой, не ходи Грицю», повість О. Кобилянської «В неділю рано зілля копала», історичний роман у віршах Ліни Костенко «Маруся Чурай».
- Пісню також використовували в низці творів світової музики, зокрема Ф. Ліст.

## Кліпи
- NAVKA, продовжуючи власний проєкт «Україна в піснях», в 2021 році піснею Віють вітри (в сучасній обробці [Архівовано 14 грудня 2021 у Wayback Machine.]) долучилась до проєкту Руслана Горового "Так працює пам'ять", присвяченого Дані Дідіку та всім, хто загинув за незалежність України.

## Текст
Віють вітри, віють буйні,
Аж дерева гнуться,
Ой як болить моє серце,
А сльози не ллються.
Трачу літа в лютім горі 
І кінця не бачу.
Тільки тоді і полегша,
Як нишком поплачу.
Не поправлять сльози щастя, 
Серцю легше буде,
Хто щасливим був часочок,
По смерті не забуде…
Єсть же люди, що і моїй 
Завидують долі,
Чи щаслива та билинка,
Що росте на полі?
Що на полі, що на пісках, 
Без роси, на сонці?
Тяжко жити без милого
І в своїй сторонці!
Де ти, милий, чорнобривий? 
Де ти? Озовися!
Як я, бідна, тут горюю,
Прийди подивися.
Полетіла б я до тебе, 
Та крилець не маю,
Щоб побачив, як без тебе
З горя висихаю.
До кого я пригорнуся, 
І хто приголубить,
Коли тепер того нема,
Який мене любить?